# 臺北市立松山高級工農職業學校
臺北市立松山高級工農職業學校（簡稱松山工農、松農、市立工農），是位於臺北市信義區的市立技術型高級中等學校。

## 科/班
現存仍開放招生科或班如下表
- 電機科
- 電子科
- 資訊科
- 機械科
- 汽車科
- 化工科
- 園藝科
- 食品加工科
- 綜合高中
- 餐飲/烘焙科(特教班)

### 停辦科/班
進修學校（2015年停辦）。

## 外部連結
维基共享资源上的相關多媒體資源：臺北市立松山高級工農職業學校